# Skunk Anansie
Skunk Anansie je londýnská hudební skupina, kterou tvoří zpěvačka Skin (Deborah Dyer), Cass (Richard Lewis), Ace (Martin Kent) a Mark Richardson. Vydali tři studiová alba, v roce 2001 se rozešli, zpěvačka Skin vydala dvě sólová alba. V roce 2008 oznámili vydání Best Of Skunk Anansie a návrat na pódia. Dvojkoncert 2. a 3. dubna 2009 konaný v londýnské Monto Water Rats byl vyprodaný během 20 minut. V turné kapela pokračovala na podzim (Leeds, Manchester, Londýn), kdy vyšla i výběrová deska shrnující dosavadní tvorbu obohacená o tři nové písně. V roce 2010 výběrovou desku následovalo čtvrté studiové album Wonderlustre. V roce 2012 přišla skupina s již pátou deskou Black Traffic, kterou navazuje na svou předchozí úspěšnou tvorbu .

## Diskografie
- 1995: Paranoid & Sunburnt
- 1996: Stoosh
- 1999: Post Orgasmic Chill
- 2009: Smashes & Trashes
- 2010: Wonderlustre
- 2012: Black Traffic
- 2016: Anarchytecture